# 鲁迅全集
鲁迅全集有四种版本：
- 《鲁迅全集》，鲁迅纪念委员会编纂，二十卷，包括鲁迅著作和翻译文；1948年出版，1973年简体再版。
- 《鲁迅全集》，冯雪峰主编，十卷本，包括鲁迅著作，评论和书信；译文另有《鲁迅译文集》十卷；1958年出版。
- 《鲁迅全集》，人民文学出版社，十六卷；1981年初版，获得国家出版荣誉奖，1993年，1996年再版。

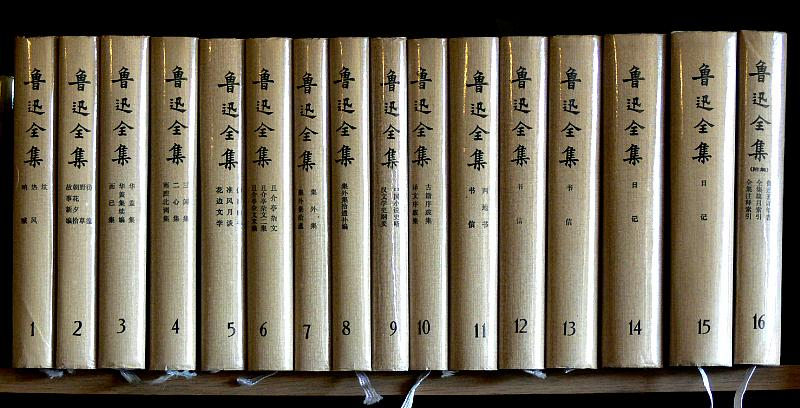
人民文学出版社 鲁迅全集 十六卷

1. 《坟》、《热风》、《呐喊》（精装）ISBN 7020015247
2. 《彷徨》、《野草》、《朝花夕拾》、《故事新编》（精装）ISBN 7020015255
3. 《华盖集》、《华盖集续编》、《而已集》（精装）ISBN 7020015263
4. 《三闲集》、 《二心集》、《南腔北调集》（精装）ISBN 7020015271
5. 《伪自由书》、《准风月谈》、《花边文学》（精装）ISBN 702001528X
6. 《且介亭杂文》、《且介亭杂文二集》、《且介亭杂文末编》（精装）ISBN 7020015298
7. 《集外集》、《集外集拾遗》（精装）ISBN 7020015301
8. 《集外集拾遗补篇》（精装）ISBN 702001531X
9. 《中国小说史略》附录《中国小说的历史的变迁》、《汉文学史纲要》（精装）ISBN 7020015328
10. 《古籍序跋集》、《译文序跋集》（精装）ISBN 7020015336
11. 《两地书》、《书信》（精装）ISBN 7020015344
12. 《书信》（精装）ISBN 7020015352
13. 《书信》（精装）ISBN 7020015360
14. 《日记》：收录鲁迅1912年至1921年、1923年至1931年的日记，附各年《书帐》。（精装）ISBN 7020015379
15. 《日记》：收录鲁迅1932年至1936年的日记，附各年书帐，并附1922年日记断片。（精装）ISBN 7020015387
16. 《鲁迅著译年表》、《全集编目索引》、《全集注释索引》（精装）ISBN 702001539

- 《鲁迅全集》，人民文学出版社，十八卷，2005年出版
- 《鲁迅全集》，光明日报出版社，二十卷，2012年出版 （精装）ISBN 9787511232946